# Hermann Meyer (Politiker, 1911)
Hermann Meyer (* 1911; † 23. März 1999 in Seevetal-Hittfeld) war ein deutscher Kommunalpolitiker (CDU) und ehrenamtlicher Bürgermeister der Gemeinde Seevetal.

## Leben
Hermann Meyer war als Landwirt und Standesbeamter tätig. Das Wohnzimmer seines Bauernhofs fungierte auch als Trauzimmer für etliche Hochzeitspaare. Auch deswegen erlangte er einen großen Bekanntheitsgrad weit über die Gemeinde Seevetal hinaus.

## Politik
Hermann Meyer hatte von 1952 bis 1972 das Amt des ehrenamtlichen Bürgermeisters der ehemaligen Gemeinde Hittfeld inne. Nach der Niedersächsischen Gebietsreform 1972 fungierte er bis zu seinem Ruhestand im Jahr 1984 als ehrenamtlicher Bürgermeister der Gemeinde Seevetal. Zu seinen Aufgaben zählte insbesondere die Repräsentation der Gemeinde Seevetal. Die Gemeindeverwaltung wurde hingegen von den Gemeindedirektoren Hans Joachim Röhrs (1972–1978) bzw. Hermann Schaller (1978–1991) geleitet. Es existierte somit eine Doppelspitze, bestehend aus Bürgermeister und Gemeindedirektor.
Hermann Meyer war von 1952 bis 1960 als CDU-Mitglied auch Kreistagsabgeordneter für den Landkreis Harburg.

## Ämter
- Jahrelang Harburger Kreisvorsitzender des Niedersächsischen Städte- und Gemeindebundes.
- 1964–1992: Verbandsvorsteher des Wasserbeschaffungsverbandes Harburg.[1][2]

## Tod
Hermann Meyer verunglückte mit dem Pkw am 23. März 1999 an der Ecke Am Göhlenbach/Hittfelder Landstraße in Seevetal-Hittfeld tödlich.

## Ehrungen
- 1984: Ehrenbürger der Gemeinde Seevetal.
- In Seevetal-Hittfeld wurde der Bürgermeister-Hermann-Meyer-Platz nach ihm benannt.